# Cordes Lakes
Cordes Lakes és una concentració de població designada pel cens dels Estats Units a l'estat d'Arizona. Segons el cens del 2000 tenia 2.058 habitants. 866 habitatges, i 582 famílies La densitat de població era de 73 habitants/km².

## Poblacions més properes
El següent diagrama mostra les poblacions més properes.